# Denúncia Urgente
Denúncia Urgente foi um programa de televisão brasileiro produzido pela RedeTV! e exibido entre 28 de maio e 5 de outubro de 2018. Tinha apresentação de Edie Polo, que comentava ações policiais e cenas de acidentes e de violência registradas em vídeos enviados por telespectadores através do aplicativo de mensagens WhatsApp. Foi uma adaptação como programa independente do boletim Edie Zap, levado ao ar dentro de reprises da atração policial Operação de Risco, ocupando a faixa do início da noite.

## História
Em 2018, a RedeTV!, para tentar alavancar a audiência na faixa das 18 horas (horário em que já haviam sido testadas diversas atrações, sendo, inclusive, vendido para terceiros), escalou reprises do programa policial Operação de Risco. O jornalístico apresentado por Jorge Lordello, transmitido originalmente nas noites de sábado, garantiu índices satisfatórios, levando a direção da emissora a criar dois boletins para serem veiculados dentro do programa em seu horário alternativo. O primeiro era voltado a esportes e tinha o comando do narrador Silvio Luiz, e o segundo consistia na exibição de vídeos enviados por telespectadores através do aplicativo de mensagens WhatsApp como forma de denúncias comentados pelo repórter policial Edie Polo, que estreou em 7 de maio com duração de oito minutos.
Ambos os boletins fizeram a audiência do Operação de Risco na faixa crescer, sendo que o de Edie Polo virou um dos assuntos mais comentados nas redes sociais, chamando a atenção da direção do canal. Dias após seu início, o boletim policial, que passou ser chamado de Edie Zap, foi transmitido por quinze minutos, e em 24 de maio, por mais de vinte minutos. Assim, foi anunciado, no dia seguinte, que um novo programa baseado no quadro de Polo estrearia no dia 28 com o nome Denúncia Urgente. Segundo o diretor de jornalismo da RedeTV! Franz Vacek, a ideia da nova atração jornalística seria resgatar a fórmula de apresentadores de programas de TV da década de 1990 que seguiam uma linha policialesca com comentários radicais. A estreia do Denúncia Urgente ocorreu às 18h45, após o Bola na Rede, que também tornou-se um programa fixo na grade de programação diária da emissora se baseando no quadro de Silvio Luiz. Em junho, o jornalístico teve sua duração ampliada em quinze minutos, passando a iniciar-se às 18h30.
Em agosto, os departamentos comercial e artístico da RedeTV! decidem encerrar o programa policial junto ao Bola na Rede, que seriam substituídos por um programa de fofocas a partir de 3 de setembro com a justificava de que ambos estariam deixando a desejar em audiência e faturamento. No entanto, o cancelamento das atrações foi adiado e aconteceu em 5 de outubro. No dia 8, estreou no horário o Tricotando.
Ainda em outubro, o Denúncia Urgente chegou a ganhar uma continuação por meio dos perfis da RedeTV! na internet, sendo transmitido nas segundas-feiras, às 15h, com apresentação de Polo e participação do jornalista Rodrigo Vanni, responsável pela edição do gerador de caracteres do programa na televisão. Posteriormente, o projeto foi encerrado.

## Repercussão

### Audiência
O boletim policial apresentado por Edie Polo durante a reprise do Operação de Risco em 7 de maio de 2018, entre 19h03 e 19h11, garantiu média de 1,5 e pico de 1,8 na Região Metropolitana de São Paulo pela medição do Kantar IBOPE Media, sendo consideradas ótimas marcas para a RedeTV! no horário. Já em sua última semana como boletim, o Edie Zap registrou média de 1,4 a 1,9 ponto. No dia de sua estreia, em 28 de maio, o Denúncia Urgente ocupou o 7.º lugar, com média de 1 ponto, pico de 1,5 e share (total de televisores ligados durante o programa) de 1,3%, ficando atrás das TVs Gazeta (com 1,2) e Cultura (com 2,7).

### Internet
Além de garantir bons índices de audiência na TV, o Denúncia Urgente também repercutiu nas redes sociais. Em sua estreia como programa fixo, se posicionou nos Trending Topics do Twitter, sendo um dos assuntos mais comentados na rede social em meio à greve nacional movida por caminhoneiros naquele mês, abordada na atração.